# Kainraths (Gemeinde Waidhofen an der Thaya-Land)
Kainraths ist eine Ortschaft und eine Katastralgemeinde der Gemeinde Waidhofen an der Thaya-Land im Bezirk Waidhofen an der Thaya in Niederösterreich mit 128 Einwohnern (Stand 1. Jänner 2024). Bis Ende 1970 war Kainraths eine eigenständige Gemeinde.

## Geografie
Den Ort südwestlich von Waidhofen erreicht man über die Zwettler Straße, die südlich vorbeiführt. Durch den Ort fließt der Große Radlbach, der südlich von Waidhofen in die Thaya mündet. Am 1. April 2020 umfasste die Ortschaft 66 Adressen.

## Siedlungsentwicklung
Zum Jahreswechsel 1979/1980 befanden sich in der Katastralgemeinde Kainraths insgesamt 69 Bauflächen mit 27.684 m² und 56 Gärten auf 13.686 m², 1989/1990 gab es 70 Bauflächen. 1999/2000 war die Zahl der Bauflächen auf 140 angewachsen und 2009/2010 bestanden 61 Gebäude auf 132 Bauflächen.

## Geschichte
Im Jahr 1822 wurde der Ort als Dorf mit 37 Häusern genannt, das nach Waidhofen eingepfarrt war, wohin auch die Kinder eingeschult wurden. Die Herrschaft Waidhofen an der Thaya besaß die Ortsobrigkeit, übte die Landgerichtsbarkeit aus und besorgte die Konskription. Die Untertanen und Grundholde des Ortes gehörten der Pfarrherrschaften Waidhofen und den Stift Zwettl. Laut Adressbuch von Österreich waren im Jahr 1938 in der Ortsgemeinde Kainraths zwei Gastwirte, ein Gemischtwarenhändler, ein Schmied, ein Schneider und zwei Trafikanten ansässig.
Am 1. Jänner 1967 wurde die bis dahin eigenständige Gemeinde Nonndorf bei Grünau zwischen Kainraths und Windigsteig aufgeteilt.
Im Zuge der Niederösterreichischen Kommunalstrukturverbesserung wurden mit Wirksamkeit vom 1. Jänner 1971 die bis dahin eigenständigen Gemeinden Brunn, Buchbach, Kainraths und Vestenpoppen mit Waidhofen an der Thaya-Land fusioniert.

## Bodennutzung
Die Katastralgemeinde ist landwirtschaftlich geprägt. 327 Hektar wurden zum Jahreswechsel 1979/1980 landwirtschaftlich genutzt und 147 Hektar waren forstwirtschaftlich geführte Waldflächen. 1999/2000 wurde auf 324 Hektar Landwirtschaft betrieben und 147 Hektar waren als forstwirtschaftlich genutzte Flächen ausgewiesen. Ende 2018 waren 317 Hektar als landwirtschaftliche Flächen genutzt und Forstwirtschaft wurde auf 146 Hektar betrieben. Die durchschnittliche Bodenklimazahl von Kainraths beträgt 27,3 (Stand 2010).